# 에릭 캠벨 (정치활동가)

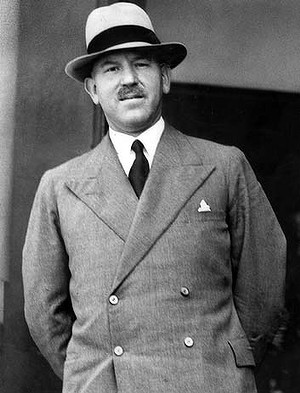
에릭 캠벨 (1931년)

에릭 캠벨(Eric Campbell, DSO, VD)은 오스트레일리아의 육군 장교, 사무 변호사이다. 우익 급진조직인 뉴가드(New Guard)의 지도자이다.